# 贵州水锦树
贵州水锦树（学名：Wendlandia cavaleriei）为茜草科水锦树属下的一个种。

## 扩展阅读
- 維基物種上的相關：贵州水锦树